# Challenger de Vicenza
El Internazionali di Tennis Città di Vicenza es un torneo profesional de tenis. Pertenece al ATP Challenger Tour. Se juega desde el año 2014 sobre pistas de tierra batida, en Vicenza, Italia.

## Palmarés

### Individuales
| Año       | Campeón              | Finalista         | Resultado        |
| --------- | -------------------- | ----------------- | ---------------- |
| 2024      | Chun Hsin Tseng      | Marco Trungelliti | 6–3, 6–2         |
| 2023      | Francisco Comesaña   | Pablo Llamas      | 6–3, 2–6, 2–6    |
| 2022      | Andrea Pellegrino    | Andrea Collarini  | 6–1, 6–4         |
| 2020-2021 | No celebrado         | No celebrado      | No celebrado     |
| 2019      | Alessandro Giannessi | Filippo Baldi     | 7–5, 6–2         |
| 2018      | Hugo Dellien         | Matteo Donati     | 6–4, 5–7, 6–4    |
| 2017      | Márton Fucsovics     | Laslo Djere       | 4–6, 7–6(7), 6–2 |
| 2016      | Guido Andreozzi      | Pere Riba         | 6–0, ret.        |
| 2015      | Íñigo Cervantes      | John Millman      | 6–4, 6–2         |
| 2014      | Filip Krajinović     | Norbert Gomboš    | 6-4, 6-4         |

### Dobles
| Año       | Campeones                                   | Finalistas                              | Resultado    |
| --------- | ------------------------------------------- | --------------------------------------- | ------------ |
| 2024      | Vladyslav Manafov Patrik Niklas-Salminen    | Andre Begemann Niki Kaliyanda Poonacha  | 6–3, 6–4     |
| 2023      | Anirudh Chandrasekar Vijay Sundar Prashanth | Fernando Romboli Marcelo Zormann        | 6–3, 6–2     |
| 2022      | Francisco Comesaña Luciano Darderi          | Matteo Gigante Francesco Passaro        | 6–3, 7–6(4)  |
| 2020-2021 | No celebrado                                | No celebrado                            | No celebrado |
| 2019      | Gonçalo Oliveira Andrei Vasilevski          | Fabrício Neis Fernando Romboli          | 6–3, 6–4     |
| 2016      | Ariel Behar Enrique López Pérez             | Facundo Bagnis Fabrício Neis            | 6–2, 6–4     |
| 2017      | Gero Kretschmer Alexander Satschko          | Sekou Bangoura Tristan-Samuel Weissborn | 6–4, 7–6(4)  |
| 2016      | Andrey Golubev Nikola Mektić                | Gastão Elias Fabrício Neis              | 6–3, 6–3     |
| 2015      | Facundo Bagnis Guido Pella                  | Salvator Caruso Federico Gaio           | 6–2, 6–4     |
| 2014      | Andrej Martin Igor Zelenay                  | Błażej Koniusz Mateusz Kowalczyk        | 6-1, 7-5     |